# John P. S. Gobin
John Peter Shindel Gobin (* 21. Januar 1837 in Sunbury,  Northumberland County, Pennsylvania; † 1. Mai 1910 in Lebanon, Pennsylvania) war ein US-amerikanischer Politiker. Zwischen 1899 und 1903 war er Vizegouverneur des Bundesstaates Pennsylvania.

## Werdegang
John Gobin absolvierte zunächst eine Lehre im Druckerhandwerk. Nach einem anschließenden Jurastudium und seiner 1861 erfolgten Zulassung als Rechtsanwalt begann er in diesem Beruf zu arbeiten. Während des Bürgerkrieges diente er im Heer der Union. Er nahm an mehreren Schlachten und Feldzügen teil und stieg bis zum Oberst bzw. Brevet-Brigadegeneral auf. Unmittelbar nach dem Krieg war er Militärrichter im besetzten Charleston in South Carolina. Im Jahr 1866 schied er aus dem Militär aus und kehrte nach Pennsylvania zurück, wo er wieder als Anwalt praktizierte. Außerdem war er in der Nationalgarde aktiv. Dabei leitete er unter anderem Einsätze gegen streikende Bergleute im Kohlebergbau. Während des Spanisch-Amerikanischen Krieges von 1898 war er Brigadegeneral bei den freiwilligen Einheiten. Er war auch Mitglied der Veteranenorganisation Grand Army of the Republic und der Freimaurer.
Politisch war Gobin Mitglied der Republikanischen Partei. Zwischen 1885 und 1899 saß er im Senat von Pennsylvania, als dessen President Pro Tempore er zwischen 1891 und 1893 fungierte. Im Jahr 1898 wurde er an der Seite von William A. Stone zum Vizegouverneur von Pennsylvania gewählt. Dieses Amt bekleidete er zwischen 1899 und 1903. Dabei war er Stellvertreter des Gouverneurs und Vorsitzender des Staatssenats.  Er starb am 1. Mai 1910 in Lebanon, wo er auch beigesetzt wurde.